# 阿塔兰忒

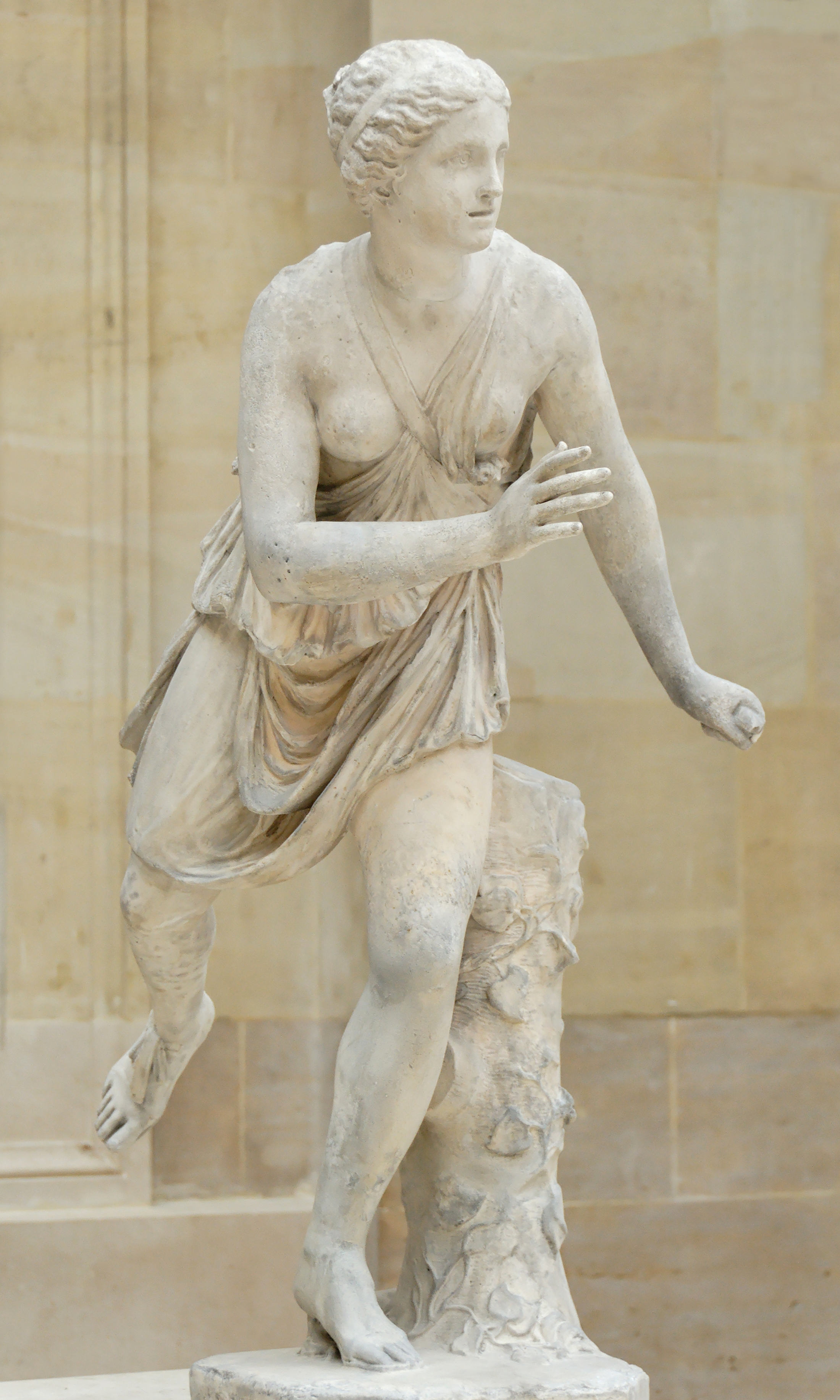
阿塔兰忒

阿塔兰忒（希臘語： Atalantē），又译阿塔兰塔，希腊神话中一位善于疾走的女猎手，可能是阿尔忒弥斯女神的伙伴。传说她是维奥蒂亚的斯科耶涅欧斯的女儿，或是阿卡迪亚的伊阿索斯和克律墨涅的女儿。关于她的传说众说纷纭，包括如下事件：
- 她生下来由于她父亲的请求而被放弃待死，但受到一只母熊哺育；
- 她参加过卡吕冬的野猪狩猎；她提出愿意嫁给任何比她走得快的人，但是对手比赛失败，就要被她刺死。在一次比赛中，阿佛洛狄忒女神给了希波墨涅斯（或弥拉尼翁）3个金苹果；他把金苹果丢下时，阿塔兰忒停下来弯身拾取，结果她竞赛失败。
- 他们的儿子是帕耳忒诺派俄斯，即国王俄狄浦斯死后攻打底比斯的七将之一。
- 她和她的丈夫由于对阿佛洛狄忒忘恩负义，竟然亵渎库柏勒女神（一说主神宙斯）的殿堂，为此库柏勒（或宙斯）把他们变成狮子。

## 傳說
阿塔兰忒是伊阿索斯（Iasus）的女兒，也是一名公主。她在大部分的時間都被描述為一位女神。雅典的阿波羅多洛斯是唯一一個有紀載阿塔兰忒出生的人。伊阿索斯國王想要一個兒子，所以當阿塔兰忒出生的時候，他就把她拋棄到山上。有些故事說是一隻母熊負責照顧阿塔兰忒，直到有一群獵人找到並養育她，她便學會如何像熊一樣打獵和戰鬥。她在之後又和她的父親重聚。
在荒野長大的阿塔兰忒，成了一名兇猛的獵人，而且每天都過得很快樂。她向狩獵女神阿耳忒彌斯 發誓要做永遠的處女，當兩隻人馬，羅伊科斯（Rhoikos）和海拉伊歐斯（Hylaios）試圖強姦她時，阿塔兰忒殺了牠們。

## 卡呂冬野豬
當國王俄紐斯在一次忘記替阿耳忒彌斯準備祭品時，她被激怒了，並召喚了一隻會破壞土地、人和牲畜，也會防止播種的野豬。阿塔兰忒和墨勒阿格跟更多有名的英雄捕殺這隻野豬，許多男人都因為有個女人要參與而覺得非常生氣，可是墨勒阿格（雖然已婚）對阿塔兰忒有強烈的慾望，所以他說服他們讓她加入。在阿塔兰忒成為第一個攻擊並讓野豬受傷的人之前，已經有許多男人死亡。在墨勒阿格終於用他的長矛殺死野豬之後，他把野豬皮賞給了阿塔兰忒。墨勒阿格的兩名舅舅普勒克西普斯和托克斯感到極度不滿，想要從阿塔兰忒手中把野豬皮搶回來。為了報仇，墨勒阿格殺死了他的兩名舅舅。因悲痛失去理智的、墨勒阿格的母親阿爾泰雅把一根在燃燒時會燒毀墨勒阿格生命的木頭扔進火裡。

## 金蘋果與女神
在卡呂冬野豬被殺死後，阿塔兰忒和她的父親重聚。他希望她結婚，對婚姻沒有興趣的阿塔兰忒於是同意和在一場賽跑中跑贏她的求婚者結婚，輸了就得被殺死。斯庫尼俄斯國王同意了，許多年輕人都因為禁不了誘惑，而紛紛參與比賽，然而都不是她的對手，於是選手一個接著一個「倒地」。直到墨拉尼昂（或希波墨涅斯、彌拉尼翁）出現。墨拉尼昂向愛神阿佛洛狄忒求助，她便給他三顆金蘋果讓墨拉尼昂丟，當阿塔兰忒把他們撿起來時，就會減緩速度。那些蘋果都是不可抗拒的，所以每當阿塔兰忒超過墨拉尼昂，他就把一顆滾到她的前面，讓她追著跑，墨拉尼昂就這樣贏了這場賽跑。兩人於是結婚。生下兒子，名字是帕耳忒諾派俄斯，即國王伊底帕斯(或俄狄甫斯)死後攻打底比斯的七將之一。
因為墨拉尼昂曾經藉助阿佛洛狄忒的協助，才能得到阿塔蘭忒，原本應向女神獻上謝禮以表感恩。然而，墨拉尼昂卻沒有向女神獻上應有的謝禮，阿佛洛狄忒感覺到被她欺騙了。做為報仇，愛神用魔法使得墨拉尼昂慾火焚身，最後失去理智，拉着妻子在當地的神廟裏交配。這座神廟裏的主人——當地的大地女神库柏勒，正因自己憤怒殺死自己最愛的男祭司阿提斯而難過流淚，她看到了兩人在自己面前做壞事，內心由悲轉怒，於是詛咒兩人變成不能交配的獅子（註：希臘人認為獅子之間不能交配，只能找老虎交配繁育後代。而且雌獅與老虎交配時，雄獅會知曉雌獅的不忠並處罰雌獅），為自己拉車受罰。

## 外部連結
- Rubens's "Atalanta and Meleager" （页面存档备份，存于） in the Lady Lever Art Gallery （页面存档备份，存于）
- Atalanta, represented as a Huntress with her bow One of the Medallion Wafer poems of Letitia Elizabeth Landon in the Literary Gazette, 1823.